# Leptochelia karragarra
Leptochelia karragarra is een naaldkreeftjessoort uit de familie van de Leptocheliidae. De wetenschappelijke naam van de soort is voor het eerst geldig gepubliceerd in 2008 door Bamber.